# USS Maddox (DD-731)
USS Maddox (DD-731), là một tàu khu trục lớp Allen M. Sumner được Hải quân Hoa Kỳ chế tạo trong Chiến tranh Thế giới thứ hai. Nó là chiếc tàu chiến thứ ba của Hải quân Mỹ được đặt theo tên Đại úy William A. T. Maddox (1814-1889) thuộc lực lượng Thủy quân Lục chiến, người từng tham gia cuộc Chiến tranh Mexico-Hoa Kỳ. Nó đã hoạt động cho đến hết Thế Chiến II, và tiếp tục phục vụ sau đó trong Chiến tranh Triều Tiên và Chiến tranh Việt Nam. Đặc biệt là, đang khi tiến hành một chuyến Tuần tra DESOTO dọc theo bờ biển Việt Nam vào tháng 8 năm 1964, nó đã can dự vào Sự kiện Vịnh Bắc Bộ, là lý do khiến Hoa Kỳ leo thang cuộc chiến tranh. Con tàu xuất biên chế năm 1969 và được chuyển cho Đài Loan năm 1973, tiếp tục phục vụ cùng Hải quân Trung Hoa dân quốc như là chiếc ROCS Bo Yang (DD-10/DDG-910) cho đến khi ngừng hoạt động và bị tháo dỡ năm 1985. Maddox được tặng thưởng các danh hiệu Đơn vị Tuyên dương Hải quân, Đơn vị Tuyên dương Tổng thống Philippines và bốn Ngôi sao Chiến trận do thành tích phục vụ trong Thế Chiến II, danh hiệu Đơn vị Tuyên dương Tổng thống Hàn Quốc cùng sáu Ngôi sao Chiến trận trong Chiến tranh Triều Tiên, và thêm ba Ngôi sao Chiến trận khác trong Chiến tranh Việt Nam.

## Thiết kế và chế tạo
Maddox được đặt lườn tại xưởng tàu của hãng Bath Iron Works Corp. ở Bath, Maine vào ngày 28 tháng 10 năm 1943. Nó được hạ thủy vào ngày 19 tháng 3 năm 1944; được đỡ đầu bởi bà Harry H. Wilhoit, cháu Đại úy Maddox, và nhập biên chế vào ngày 2 tháng 6 năm 1944.

## Lịch sử hoạt động

### 1944 – 1945
Sau khi hoàn tất việc chạy thử máy và huấn luyện chống tàu ngầm, Maddox khởi hành từ Boston, Massachusetts vào ngày 27 tháng 8 năm 1944 để đi Norfolk, Virginia, chặng đầu trong hành trình đi sang Thái Bình Dương. Đi đến Ulithi vào ngày 21 tháng 10, nó được phân về Đội đặc nhiệm 38.1 thuộc Lực lượng Đặc nhiệm 38, đơn vị tàu sân bay nhanh của Đệ Tam hạm đội. Nó tiến hành các hoạt động chuẩn bị, rồi tham gia vào chiến dịch không kích hỗ trợ cho các cuộc đổ bộ lên Mindoro và Luzon, Philippines từ ngày 4 tháng 11 năm 1944 đến ngày 21 tháng 1 năm 1945. Chiếc tàu khu trục đã phục vụ hộ tống bảo vệ và canh phòng máy bay cho các tàu sân bay trong các cuộc không kích xuống Luzon, Đài Loan, Đông Dương thuộc Pháp, Hải Nam và dọc bờ biển phía Nam Trung Quốc.
Bị một máy bay tấn công tự sát Kamikaze đâm trúng ngoài khơi Đài Loan vào ngày 21 tháng 1, Maddox đi đến Ulithi để sửa chữa. Nó lại lên đường trong thành phần Đệ Ngũ hạm đội vào ngày 14 tháng 3 để hướng đến các đảo chính quốc Nhật Bản, và đảm trách vai trò cột mốc radar canh phòng trong các đợt không kích xuống Kyūshū và phía Nam đảo Honshū. Nó tiếp tục đi đến Okinawa vào ngày 23 tháng 3, hỗ trợ cho các hoạt động không kích chuẩn bị, và ở lại vùng biển ngoài khơi đảo này cho đến sau ngày đổ bộ 1 tháng 4. Trong suốt gần ba tháng, cho đến ngày 13 tháng 6, chiếc tàu khu trục hỗ trợ cho cuộc chiến nhằm giành quyền kiểm soát hòn đảo này, đồng thời hỗ trợ gián tiếp khi tham gia bắn phá bờ biển và hộ tống tàu sân bay không kích xuống Kyūshū và Shikoku.
Maddox khởi hành từ Leyte vào ngày 8 tháng 7, tham gia các hoạt động không kích cuối cùng của Đệ Tam hạm đội xuống Honshū và Hokkaido. Từ ngày 10 tháng 7 cho đến khi Nhật Bản chấp nhận đầu hàng vào ngày 15 tháng 8, nó làm nhiệm vụ canh phòng, hộ tống tàu sân bay và bắn phá bờ biển.
Sau khi chiến tranh kết thúc, Maddox tiếp tục tuần tra ngoài khơi bờ biển cho đến khi khởi hành từ vịnh Tokyo vào ngày 20 tháng 9 cùng những hành khách quân nhân để quay trở về Hoa Kỳ. Đưa hành khách rời tàu tại San Francisco, California vào ngày 5 tháng 10, nó tiếp tục hướng đến San Diego, đến nơi vào ngày 14 tháng 10. Chiếc tàu khu trục hoạt động tại đây cho đến ngày 1 tháng 2, 1946, khi nó trở sang khu vực Viễn Đông hỗ trợ cho hoạt động của lực lượng chiếm đóng tại Thượng Hải, Thanh Đảo và Đại Cô thuộc Trung Quốc, và các cảng Pusan cùng Jinsen tại Triều Tiên. Quay trở về San Diego vào ngày 24 tháng 3, 1947, trong ba năm tiếp theo con tàu hoạt động dọc theo vùng bờ Tây, tiến hành các chuyến đi huấn luyện cho nhân sự Hải quân Dự bị Hoa Kỳ, cùng phục vụ như tàu huấn luyện chống tàu ngầm và thực hành tác xạ, và tập trận cơ động cùng Đệ Nhất Hạm đội.

### Chiến tranh Triều Tiên
Vào ngày 1 tháng 5, 1950, Maddox rời San Diego để đi sang Viễn Đông, đi đến Hong Kong vào ngày 26 tháng 6, một ngày sau khi xung đột nổ ra tại Triều Tiên khi lực lượng Cộng hòa Dân chủ Nhân dân Triều Tiên tấn công xuống lãnh thổ Đại Hàn Dân quốc. Khởi hành ngay ngày hôm sau, nó hoạt động trong vai trò canh phòng máy bay và hộ tống chống tàu ngầm cho các tàu sân bay Valley Forge (CV-45) và HMS Triumph (R16), và hoạt động tại vùng biển ngoài khơi Triều Tiên cho đến tháng 8, khi nó lên đường đi sang Đài Loan. Vào ngày 4 tháng 5, nó tham gia vào lực lượng tuần tra tại eo biển Đài Loan nhằm ngăn chặn lực lượng Trung Cộng tấn công lên hòn đảo còn do phe Quốc Dân Đảng kiểm soát.
Maddox quay trở lại vùng biển Triều Tiên vào ngày 7 tháng 9, tiếp tục vai trò phong tỏa và bắn phá bờ biển, tham gia cuộc bắn phá nghi binh xuống Samchok nhằm phối hợp với cuộc đổ bộ lên Incheon vào ngày 15 tháng 9. Nó lên đường quay trở về Hoa Kỳ vào đầu tháng 1, 1951, về đến San Diego vào ngày 31 tháng 1, hoạt động trong vai trò tàu huấn luyện và được đại tu cho đến khi lại lên đường vào ngày 1 tháng 12, cho lượt hoạt động thứ hai tại Triều Tiên. Trong suốt tháng 2, 1952, nó hộ tống các tàu sân bay dọc bờ biển phía Đông Triều Tiên cũng như bắn phá bờ biển hỗ trợ cho hoạt động của lực lượng Liên Hợp Quốc. Sang tháng 3, con tàu hoạt động cùng lực lượng tuần tra eo biển Đài Loan trước khi quay trở lại vùng biển Triều Tiên vào tháng 4. Từ ngày 16 tháng 4 đến ngày 17 tháng 5, nó tham gia cuộc phong tỏa Wonsan trước khi quay trở lại hộ tống cho các tàu sân bay.
Maddox lên đường quay trở về Hoa Kỳ vào tháng 6, về đến San Diego vào ngày 26 tháng 6, và ở lại đây trong một tháng trước khi chuyển sang cảng nhà mới tại Long Beach, California. Sau khi được đại tu và tiến hành các hoạt động tại chỗ, chiếc tàu khu trục lại lên đường đi sang Viễn Đông vào ngày 2 tháng 2, 1953. Trong lượt phục vụ thứ ba tại Triều Tiên, nó tiếp tục hộ tống cho các tàu sân bay dọc theo bờ biển phía Đông bán đảo, bắn phá bờ biển các mục tiêu xa về phía Bắc đến tận Hungnam, cũng như đã phục vụ hai tuần trong vai trò tuần tra eo biển Đài Loan. Nó hoàn tất lượt phục vụ vào ngày 12 tháng 8, khi nó lên đường quay trở về Hoa Kỳ, về đến Long Beach vào ngày 30 tháng 8.

### 1954 - 1964
Trong giai đoạn từ ngày 14 tháng 6, 1955 đến ngày 2 tháng 3, 1962, Maddox còn hoàn tất thêm sáu lượt hoạt động khác tại Viễn Đông. Con tàu đã phối hợp tập trận phòng thủ cùng lực lượng các nước trong Khối SEATO, và huấn luyện cùng hải quân các nước Hàn Quốc, Đài Loan và Lực lượng Phòng vệ Biển Nhật Bản. Nó quay trở lại hoạt động tại vùng bờ Tây từ tháng 3, 1962 đến 13 tháng 3, 1964, rồi khởi hành từ Long Beach cho một lượt phục vụ khác cùng Đệ Thất hạm đội tại khu vực Tây Thái Bình Dương. Thoạt tiên hoạt động cùng các đội đặc nhiệm tàu sân bay nhanh trong biển Hoa Đông, con tàu tiến xuống phía Nam vào ngày 18 tháng 5 để tuần tra ngoài khơi bờ biển Việt Nam.

### Sự kiện Vịnh Bắc Bộ
Vào ngày 31 tháng 7, 1964, Maddox thực hiện chặng đầu tiên của một chuyến tuần tra DESOTO trong vịnh Bắc Bộ. Khởi đầu chỉ là một chuyến tuần tra thông thường, những diễn biến tiếp theo đã phát triển thành một cuộc xung đột được cả thế giới quan tâm.
Lúc 14 giờ 52 phút ngày 2 tháng 8, 1964, Maddox trong thực tế đã xâm nhập vào lãnh hải Việt Nam, khi nó chỉ còn cách bờ biển Thanh Hóa 6 nmi (11 km). Đến khoảng 16 giờ 00, đang khi di chuyển trở lại hải phận quốc tế cách bờ biển Bắc Việt Nam 28 mi (45 km), nó đụng độ với ba tàu phóng lôi lớp P-4 thuộc Hải đội tàu ngư lôi 135 của Hải quân Nhân dân Việt Nam. Những chiếc P-4 dài 66 ft (20 m) có cấu trúc bằng nhôm này trang bị hai ống phóng ngư lôi 17 in (430 mm) có thể mang đầu đạn chứa 550 lb (250 kg) TNT và có khả năng đạt vận tốc 40 kn (74 km/h).
Ba tàu phóng lôi Việt Nam đã tiếp cận chiếc tàu khu trục với tốc độ cao; và Tư lệnh Đội khu trục 192, Đại tá Hải quân John J. Herrick, lúc này có mặt trên Maddox để chỉ đạo chiến dịch, đã ra lệnh cho Hạm trưởng chiếc tàu khu trục, Trung tá Hải quân Herbert Ogier, bắn vào các tàu phóng lôi nếu chúng đến gần dưới 10.000 yd (9.100 m); khi khoảng cách rút ngắn, Maddox đã bắn ba phát đạn pháo để xua đuổi các con tàu Việt Nam. Các tàu phóng lôi T-333, T-336 và T-339, dưới quyền chỉ huy của Phân đội trưởng Nguyễn Văn Bột, lần lượt tấn công theo thứ tự trên, do T-333 dẫn đầu; tuy nhiên phạm vi hiệu quả của ngư lôi chỉ có 1.000 yd (910 m), gặp bất lợi so với pháo 5-inch của Maddox có lên đến tầm bắn 18,000 yd (16,459 m). Khi khoảng cách rút ngắn còn 5.000 yd (4.600 m), T-333 đi song song với Maddox để tìm cách tấn công bên mạn, trong khi T-336 và T-339 tiếp tục truy đuổi phía đuôi. T-336 và T-339 tấn công trước, nhưng cả bốn quả ngư lôi đều chệch hướng do cách quá xa mục tiêu đồng thời phải chịu đựng hỏa lực từ chiếc tàu khu trục. T-333 sau đó phóng ngư lôi, rồi đối đầu với pháo 5-inch của Maddox bằng súng máy 14,5 mm (0,57 in), ghi được một phát bắn trúng chiếc tàu khu trục.
Maddox đã đổi hướng để né tránh quả ngư lôi vốn đã băng qua con tàu bên mạn phải. Mười lăm phút sau khi bắt đầu nổ súng, bốn máy bay tiêm kích F-8 Crusader, xuất phát từ tàu sân bay Ticonderoga (CV-14) đang có mặt ở khu vực lân cận, đã bay đến hiện trường và tấn công các tàu phóng lôi. Hỏa lực kết hợp của chiếc tàu khu trục và của những chiếc đã gây hư hại nặng cho các tàu phóng lôi đối phương, buộc chúng phải rút lui về căn cứ; đối phương chịu đựng tổn thất bốn người thiệt mạng và sáu người bị thương. Maddox không bị tổn thất hay hư hại gì ngoại trừ một lổ đạn súng máy 14,5-mm; và một chiếc Crusader trúng phải hỏa lực súng máy 14,5-mm bắn lên từ tàu phóng lôi, bị mất một mảng cánh bên trái, nhưng xoay xở quay trở lại Ticonderoga an toàn.
Đến ngày 4 tháng 8, một chuyến tuần tra DESOTO khác được Maddox và Turner Joy (DD-951) thực hiện ngoài khơi bờ biển Bắc Việt Nam nhằm biểu dương lực lượng sau sự cố ngày 2 tháng 8; tuy nhiên lần này các con tàu nhận được mệnh lệnh rõ ràng không được tiếp cận gần hơn 11 mi (18 km) cách bờ biển Bắc Việt Nam. Trong đêm đó, với hoàn cảnh thời tiết xấu và biển động mạnh, các tàu khu trục bắt được những tín hiệu radar, sonar và vô tuyến mà họ tin rằng đang bị tàu chiến của Hải quân Việt Nam tấn công một lần nữa. Trong khoảng hai giờ, các con tàu đã bắn vào mục tiêu trên màn hình radar đồng thời cơ động né tránh trong khi báo cáo về hoạt động đối phương. Đến 01 giờ 27 phút giờ Washington, Đại tá Herrick gửi một bức điện trong đó thừa nhận rằng hoạt động tấn công của đối phương có thể chưa hề xảy ra, và không có tàu chiến Việt Nam nào hiện diện trong khu vực; những báo cáo về việc trông thấy đối phương và bị tấn công bằng ngư lôi không có căn cứ, và thời tiết xấu đã ảnh hưởng đến những tín hiệu radar và sonar đưa đến những báo động nhầm; và Maddox không tận mắt nhìn thấy đối phương.
Từ đó, nhiều tác giả đã ủng hộ cho giả thuyết rằng hoàn toàn không có cuộc tấn công nào trong đêm 4 tháng 8, bao gồm lời chứng thực của Đại tướng Võ Nguyên Giáp, chỉ huy quân đội Việt Nam Dân chủ Cộng hòa vào năm 1995; Đại tướng xác nhận vụ tấn công vào ngày 2 tháng 8, nhưng phủ nhận bất kỳ cuộc tấn công nào vào đêm 4 tháng 8. Phía Hoa Kỳ đã che giấu những thông tin về việc họ đã vi phạm lãnh hải Việt Nam và nổ súng trước trong vụ đụng độ ngày 2 tháng 8, và lấy vụ tấn công "tưởng tượng" vào đêm 4 tháng 8 làm cái cớ để leo thang sự can thiệp vào Chiến tranh Việt Nam.

### Chiến tranh Việt Nam
Sau khi quay trở về Long Beach, Maddox nghỉ ngơi và được bảo trì cho đến giữa tháng 1, 1965, khi nó huấn luyện ôn tập và chuẩn bị cho lượt biệt phái tiếp theo sang khu vực Tây Thái Bình Dương. Nó khởi hành từ Long Beach vào ngày 10 tháng 7, và đã hoạt động cùng các tàu sân bay trong vịnh Bắc Bộ từ đầu tháng 8. Trong bốn tháng tiếp theo sau, nó luân phiên nhiệm vụ hộ tống và canh phòng máy bay cho tàu sân bay với các chiến dịch bắn phá dọc bờ biển tại Nam Việt Nam. Nó rời vùng chiến sự vào cuối tháng 11 để quay trở về nhà, và về đến Long Beach vào ngày 16 tháng 12.
Maddox được bảo trì và tiến hành các hoạt động tại chỗ ngoài khơi bờ biển California cho đến mùa Hè năm 1966, khi nó thực hiện một chuyến đi huấn luyện dành cho học viên sĩ quan, vốn đã đưa họ đi đến Trân Châu Cảng. Nó lại lên đường từ vùng bờ Tây vào ngày 20 tháng 11 cho một lượt phục vụ khác cùng Đệ Thất hạm đội, đi ngang qua quần đảo Hawaii, Midway, Guam và Đài Loan. Nó làm nhiệm vụ hỗ trợ hỏa lực tại vùng chiến sự trước khi thực hiện chuyến viếng thăm Singapore, rồi băng qua đường xích đạo vào ngày 8 tháng 2, 1967. Nó rời Căn cứ Hải quân vịnh Subic, Philippines để quay trở về nhà, viếng thăm Australia, New Zealand và Trân Châu Cảng trên đường đi và về đến Long Beach vào ngày 7 tháng 6, 1967.
Maddox hoạt động tại chỗ dọc theo vùng bờ Tây cho đến ngày 13 tháng 10, khi nó đi vào Xưởng hải quân Long Beach để đại tu cho đến tháng 2, 1968. Những hoạt động huấn luyện ôn tập được tiếp nối, rồi nó lên đường vào ngày 5 tháng 7 cho một lượt phục vụ khác tại Viễn Đông, kết thúc vào tháng 12, 1968, khi nó quay trở về cảng nhà Long Beach để đại tu và bảo trì.
Maddox được cho xuất biên chế vào năm 1969 và được đưa về thành phần dự bị. Tên nó được cho rút khỏi danh sách Đăng bạ Hải quân vào ngày 2 tháng 7, 1972.

### ROCSBo Yang(DD-10/DDG-910)
Con tàu được chuyển cho Đài Loan vào ngày 6 tháng 7, 1972, và phục vụ cùng Hải quân Trung Hoa dân quốc như là chiếc ROCS Bo Yang (DD-10/DDG-910) trong vai trò tàu huấn luyện cho Trường Vũ khí Hải quân. Nó ngừng hoạt động và bị tháo dỡ vào năm 1985.

## Di sản
Chiếc chuông của con tàu thời Thế Chiến II hiện đang lưu giữ tại bảo tàng Chiến tranh Thế giới Thứ hai ở Naples, Florida.

## Phần thưởng
Maddox được tặng thưởng các danh hiệu Đơn vị Tuyên dương Hải quân, Đơn vị Tuyên dương Tổng thống Philippines và bốn Ngôi sao Chiến trận do thành tích phục vụ trong Thế Chiến II, danh hiệu Đơn vị Tuyên dương Tổng thống Hàn Quốc cùng sáu Ngôi sao Chiến trận trong Chiến tranh Triều Tiên, và thêm ba Ngôi sao Chiến trận khác trong Chiến tranh Việt Nam.